# Smoković
Smoković falu Horvátországban Zára megyében. Közigazgatásilag Zemunik Donjihoz tartozik.

## Fekvése
Zára központjától légvonalban 9 km-re, közúton 13 km-re keletre, községközpontjától 4 km-re északnyugatra, Dalmácia északi részén, Ravni kotar síkságának közepén Murvica és Zemunik Donji között fekszik.

## Története
Történetének kezdetei a 16. századig nyúlnak vissza, amikor szerb lakosság telepedett le itt és 1567-ben felépítette templomát, amelyet Szent György vértanú tiszteletére szenteltek. Török uralom alatt állt, majd 1797-ig a Velencei Köztársaság része volt. Miután a francia seregek felszámolták a Velencei Köztársaságot osztrák csapatok szállták meg. 1809-ben az Első Francia Császárság Illír Tartományának része lett. 1815-ben a bécsi kongresszus újra Ausztriának adta, amely a Dalmát Királyság részeként Zárából igazgatta 1918-ig. A településnek 1857-ben 376, 1910-ben 641 lakosa volt. Az első világháborút követően előbb a Szerb–Horvát–Szlovén Királyság, majd Jugoszlávia része lett. A délszláv háború során szerb lakosai a jugoszláv néphadsereg és a szerb szabadcsapatok oldalán harcoltak. 1992 folyamán a falut több alkalommal érte horvát tüzérségi támadás. Miután 1993. január 22-én elfoglalták a horvát csapatok a szerb templomot lerombolták. Súlyos károkat szenvedett a parókia épülete és a temető is. Szerb lakói nagyrészt elmenekültek. 2011-ben 110 lakosa volt, akik közül legtöbben idős korúak voltak és főként mezőgazdasággal, állattenyésztéssel foglalkoztak.

## Lakosság
| Lakosság változása | Lakosság változása | Lakosság változása | Lakosság változása | Lakosság változása | Lakosság változása | Lakosság változása | Lakosság változása | Lakosság változása | Lakosság változása | Lakosság változása | Lakosság változása | Lakosság változása | Lakosság változása | Lakosság változása | Lakosság változása |
| ------------------ | ------------------ | ------------------ | ------------------ | ------------------ | ------------------ | ------------------ | ------------------ | ------------------ | ------------------ | ------------------ | ------------------ | ------------------ | ------------------ | ------------------ | ------------------ |
| 1857               | 1869               | 1880               | 1890               | 1900               | 1910               | 1921               | 1931               | 1948               | 1953               | 1961               | 1971               | 1981               | 1991               | 2001               | 2011               |
| 376                | 377                | 472                | 483                | 570                | 641                | 738                | 867                | 1.012              | 1.113              | 1.166              | 1.107              | 1.015              | 1.029              | 50                 | 110                |

## Nevezetességei
Szent György vértanú tiszteletére szentelt szerb pravoszláv temploma 1567-ben épült. 1993-ban a Maslenica hadművelet során a horvát csapatok lerombolták. 2012-ben újjáépítették. Egyhajós, négyszög alaprajzú épület homlokzata felett harangépítménnyel, benne két haranggal.

## Fordítás
Ez a szócikk részben vagy egészben  a(z)   Смоковић című szerb Wikipédia-szócikk ezen változatának fordításán alapul.  Az eredeti cikk szerkesztőit annak laptörténete sorolja fel. Ez a jelzés csupán a megfogalmazás eredetét és a szerzői jogokat jelzi, nem szolgál a cikkben szereplő információk forrásmegjelöléseként.